# Solovox
Solovox – instrument muzyczny z grupy elektrofonów elektronicznych zaprojektowany przez Hammond Organ Co w 1940. Był to prosty, przenośny monofoniczny instrument klawiszowy, oparty na technologii oscylatora lampowego. W swej konstrukcji zbliżony był to polifonicznego novachordu. Posiadał trzyoktawową klawiaturę i produkował dźwięki z zakresu pięciu oktaw. Wyposażony był w pojedynczy oscylator o zasięgu jednej oktawy i pięciostopniowy podzielnik częstotliwości. Miał także szereg przełączników przy pomocy, których można była wybrać jeden z czterech zakresów głosu sopran, alt, tenor lub bas, a także efekty np. wibrator lub typ instrumentu imitowanego.
Instrument produkowany był do 1948 roku i używany głównie w muzyce pop tamtych czasów.